# Устюгова, Елена Александровна
Елена Александровна Устюгова (в девичестве Соболева; 8 января 1992, Новосибирск) — российская лыжница, призёр чемпионата России, призёр этапа Кубка мира, чемпионка мира среди юниоров и молодёжи. Мастер спорта России международного класса.

## Биография
Воспитанница СДЮШОР г. Новосибирска, тренер — Владимир Никифорович Корчак. На внутренних соревнованиях представляет Новосибирскую область и параллельным зачётом Ямало-Ненецкий автономный округ, выступает за спортивное общество «Динамо».
Неоднократный призёр российских юниорских соревнований. В 2011 году стала победительницей первенства России (до 20 лет) в гонке на 5 км и серебряным призёром в спринте и в скиатлоне на 10 км; в 2012 году — чемпионка в гонке на 5 км и серебряный призёр в спринте. Участница юниорского чемпионата мира 2011 года в Отепя, где завоевала серебро в эстафете, а в личных видах лучшим результатом стало пятое место в гонке на 5 км. Победительница юниорского чемпионата мира 2012 года (Эрзурум) в эстафете и серебряный призёр в гонке на 5 км.
На молодёжном чемпионате мира (до 23 лет) 2013 года в чешском Либереце стала чемпионкой в спринте. Также участвовала в чемпионате 2014 года в Италии, лучшим результатом стало восьмое место.
На уровне чемпионата России завоевала ряд медалей, в том числе серебро в 2016 году в спринте; бронзу в 2014 году в командном спринте, в 2015 году в спринте, в 2018 году в спринте.
С 2011 года входила в состав сборной России. Призёр этапа Кубка мира в эстафете. В личных дисциплинах лучший результат — девятое место на этапе в Пхёнчане в сезоне 2016/17. В общем зачёте Кубка мира лучшим результатом стало 46-е место в сезоне 2016/17. Не менее 8 раз побеждала и не менее 25 раз была призёром на этапах Кубка Восточной Европы.
Участница нескольких чемпионатов мира. В 2015 году заняла 41-е место в одной из гонок; в 2017 году заняла 28-е место в спринте и 20-е — в гонке на 30 км. На чемпионате мира 2019 года заняла 27-е место в гонке на 30 км.
В декабре 2020 года после рождения ребёнка вернулась в спорт, выступает под новой фамилией Устюгова.

## Личная жизнь
Супруг с 2019 года российский лыжник Сергей Устюгов, дочь Кира (род. 2020).